# Sinclair Islet
Sinclair Islet är en ö i Australien. Den ligger i delstaten Queensland, omkring 2 100 kilometer nordväst om delstatshuvudstaden Brisbane.
Savannklimat råder i trakten. Genomsnittlig årsnederbörd är 1 401 millimeter. Den regnigaste månaden är januari, med i genomsnitt 376 mm nederbörd, och den torraste är augusti, med 3 mm nederbörd.